# Izabela Śliwa-Ząbczyk
Izabela Śliwa-Ząbczyk (primo voto Lemańczyk, ur. 11 grudnia 1990 w Krakowie) – polska siatkarka, grająca na pozycji libero. W latach 2007–2009 była reprezentantką Polski juniorek. 

## Życiorys
Córka Magdaleny Śliwy. Karierę siatkarską rozpoczęła w TS Wiśle Kraków, w sezonie 2006/2007 sięgnęła po srebrny medal mistrzostw Polski kadetek. Została wówczas wybrana najlepszą libero turnieju, a dzięki dobrej grze w całym sezonie otrzymała powołanie do juniorskiej reprezentacji Polski.
W 2009 wystąpiła na Mistrzostwach Świata juniorek w Meksyku, zajmując z drużyną 13. miejsce. We wszystkich spotkaniach występowała w pierwszej szóstce. W rankingi najlepiej przyjmujących zajęła drugie miejsce (za Brendą Castillo). Przyjęła 193 piłki, z czego 170 bardzo dobrze. Procent jej przyjęcia wynosił 56,48%. W rankingu najlepszych libero zajęła 8. miejsce.
W sezonie 2009/2010 występowała w pierwszoligowym Treflu Sopot, ale drużynie nie udało się awansować do PlusLigi Kobiet. Po wykupieniu przez sopocki klub licencji na grę w PlusLidze pozostała w drużynie jako jedna z dwóch zawodniczek z pierwszoligowego składu (drugą była Natalia Nuszel) i w sezonie 2010/2011 zdobyła wicemistrzostwo Polski. Wystąpiła jednak tylko w dwóch spotkaniach i turniejach towarzyskich. Po sezonie odeszła do zespołu KS Piecobiogaz Murowana Goślina, który opuściła następnie dla gry w drużynie Chemika Police. Po wywalczeniu z Chemikiem Police awansu do Orlen Ligi przeniosła się do niemieckiej Bundesligi siatkarek, gdzie broniła barw VT Aurubis Hamburg. W sezonie 2015/2016 zawodniczka Polskiego Cukru Muszynianki Muszyna. W sezonie 2016/2017 była zawodniczką Tauronu MKS Dąbrowa Górnicza. W sezonie 2017/2018 występowała w drużynie BKS Profi Credit Bielsko-Biała. W trakcie sezonu 2018/19 dołączyła do zespołu Enea PTPS Piła.
Pod koniec kwietnia 2023 roku została powołana przez trenera Stefano Lavariniego do szerokiej kadry reprezentacji Polski.
W latach 2015–2023 występowała pod nazwiskiem Lemańczyk. Pod koniec czerwca 2025 roku poślubiła Mateusza Ząbczyka, który jest piłkarzem IV ligowej Garbarni Kraków.

## Kariera klubowa
| Kariera juniorska         | Kariera juniorska                   | Kariera juniorska | Kariera juniorska | Kariera juniorska | Kariera juniorska | Kariera juniorska | Kariera juniorska | Kariera juniorska | Kariera juniorska | Kariera juniorska |
| ------------------------- | ----------------------------------- | ----------------- | ----------------- | ----------------- | ----------------- | ----------------- | ----------------- | ----------------- | ----------------- | ----------------- |
| Lata                      | Klub                                |                   |                   |                   |                   |                   |                   |                   |                   |                   |
|                           | TS Wisła Kraków                     |                   |                   |                   |                   |                   |                   |                   |                   |                   |
| Kariera seniorska         |                                     |                   |                   |                   |                   |                   |                   |                   |                   |                   |
| Lata                      | Klub                                |                   |                   |                   |                   |                   |                   |                   |                   |                   |
| 2009–2011                 | Atom Trefl Sopot                    |                   |                   |                   |                   |                   |                   |                   |                   |                   |
| 2011–2012                 | KS Murowana Goślina                 |                   |                   |                   |                   |                   |                   |                   |                   |                   |
| 2012–2013                 | PSPS Chemik Police                  |                   |                   |                   |                   |                   |                   |                   |                   |                   |
| 2013–2014                 | VT Aurubis Hamburg                  |                   |                   |                   |                   |                   |                   |                   |                   |                   |
| 2014–2015                 | VC Wiesbaden                        |                   |                   |                   |                   |                   |                   |                   |                   |                   |
| 2015–2016                 | Polski Cukier Muszynianka Muszyna   |                   |                   |                   |                   |                   |                   |                   |                   |                   |
| 2016–2017                 | Tauron MKS Dąbrowa Górnicza         |                   |                   |                   |                   |                   |                   |                   |                   |                   |
| 2017–2018                 | BKS Profi Credit Bielsko-Biała      |                   |                   |                   |                   |                   |                   |                   |                   |                   |
| 2019–2019 (od 10.01.2019) | Enea PTPS Piła                      |                   |                   |                   |                   |                   |                   |                   |                   |                   |
| 2019–2022                 | DPD IŁ Capital Legionovia Legionowo |                   |                   |                   |                   |                   |                   |                   |                   |                   |
| 2022–2024                 | Energa MKS Kalisz                   |                   |                   |                   |                   |                   |                   |                   |                   |                   |
| 2024–2025                 | MOYA Radomka Radom                  |                   |                   |                   |                   |                   |                   |                   |                   |                   |

## Sukcesy klubowe

### młodzieżowe
Mistrzostwa Polski Kadetek:
- 2007

Mistrzostwa Polski Juniorek:
- 2009

### seniorskie
PlusLiga Kobiet:
- 2011

## Nagrody indywidualne
- 2007: Najlepsza libero Mistrzostw Polski Kadetek